# 馬爾伊夫卡 (洛佐瓦區)
48°48′56″N 36°4′22″E / 48.81556°N 36.07278°E
馬爾伊夫卡（烏克蘭語：Мар'ївка）是位於烏克蘭東部的村莊，由哈爾科夫州洛佐瓦區的洛佐瓦市鎮負責管轄。該村始建於1902年，面積0.37平方公里，海拔高度97米，2001年人口62。